# إليزابيث دافين
إليزابيث دافين هي منافسة ألعاب القوى بلجيكية، ولدت في 3 يونيو 1981 في Virton ‏ في بلجيكا.

## وصلات خارجية
- إليزابيث دافين على موقع الاتحاد الدولي لألعاب القوى (الإنجليزية)
- إليزابيث دافين على موقع الدوري الماسي (الإنجليزية)
- إليزابيث دافين على موقع أوليمبيديا (الإنجليزية)